# Why Be?
Why Be?는 YB의 2006년 발매한 정규 음반이다. 밴드의 이전 명칭이던 윤도현밴드에서 YB로 개명한 후 발매한 첫 정규 음반이다. 또한 보컬이자 리더인 윤도현의 2005년 개인 정규 음반 발매 1년 후 발매된 음반이자 밴드의 이전 음반인 YB Stream의 발매 3년 후 나온 음반이기도 하다. CD 1에 수록된 7번 곡인 '좋아 가는 거야'는 곡의 도입부에 노홍철의 유행어인 '좋아 가는거야!'가 삽입되어 있는 것이 특징이다.

## 곡 목록

### CD 1
1. 오늘은 (작사 : 윤도현 / 작곡 : 윤도현)
2. 나는 나비 (박태희 / 박태희)
3. 천국으로 가는 버스 (윤도현 / YB, 김신일)
4. 빨간 숲 속 (윤도현, 박태희, 김신일 / 윤도현)
5. 덤벼! (윤도현 / 윤도현, 김신일)
6. It's gone (윤도현 / 윤도현)
7. 좋아 가는 거야 (윤도현 / 윤도현)
8. Save me (윤도현, 김신일 / 박태희, 윤도현, 김신일)
9. 선인장 (윤도현 / 윤도현)
10. 1178 (윤도현 / 윤도현)
11. 내 마음속의 땅 - 대추리 사람들을 생각하며 (윤도현 / 윤도현)

### CD 2
1. 머리아파 ( 김영수 / 윤도현 )

2. 박하사탕 ( 윤도현 / 윤도현 )

3. 뱃노래

4. 아리랑

5. 하루살이 ( 윤도현 / 윤도현 )

6. It burns ( 윤도현, 박태희, 김신일, Tomi Kita / 윤도현 )

7. Dreamer ( 윤도현, Tomi Kita / 윤도현 )

8. Feel free ( Tomk Kita / Tomi Kita )

9. Flesh & Bones ( 윤도현, 박태희, Tomi Kita / 윤도현 )

10. Heaven's bus ( 윤도현, Tomi Kita / YB, 김신일 )

11. Hollywood ( Tomi Kita / 윤도현 )